# Remizy
Remizy (Remizidae) – rodzina ptaków z podrzędu śpiewających (Oscines) w obrębie rzędu wróblowych (Passeriformes) najbliżej spokrewniona z sikorami (Paridae).

## Zasięg występowania
Rodzina obejmuje 10–11 gatunków. Większość z nich występuje w Afryce i Azji, jeden gatunek – remiz – oprócz Azji zamieszkuje także Europę (w tym Polskę), a inny – żółtoliczek – południową część Ameryki Północnej.

## Charakterystyka
Są to małe ptaki, słynące z konstrukcji bardzo kunsztownych gniazd, które budowane są tak, aby zwisały z końca gałęzi, na której są umiejscowione. Często gniazdo jest zlokalizowane w pobliżu lub bezpośrednio nad powierzchnią wody.

## Podział systematyczny
Do rodziny zaliczane są następujące rodzaje:
- Remiz Jarocki, 1819
- Anthoscopus Cabanis, 1851
- Auriparus S.F. Baird, 1864 – jedynym przedstawicielem jest Auriparus flaviceps (Sundevall, 1850) – żółtoliczek

Często zaliczany do remizów ognik (Cephalopyrus flammiceps) okazał się bliżej spokrewniony z sikorami.